# Patagopteryx
Patagopteryx é um gênero monotípico extinto de aves que viveram durante o Cretáceo Superior, cerca de 80 milhões de anos atrás, no que é hoje a Sierra Barrosa, no noroeste da Patagônia, Argentina. Tinha mais ou menos o tamanho de uma galinha, e é o exemplo inequívoco mais antigo conhecido de incapacidade de voar secundária: seu esqueleto mostra indícios claros de que os ancestrais dos Patagopteryx eram aves voadoras. A única espécie conhecida é a Patagopteryx deferrariisi.